# Mistero aereo
Mistero aereo è un'opera pittorica di Fillia. Si trova nel Museo dell'Aeronautica Gianni Caproni di Trento.
Eseguito nel biennio 1930-31, il dipinto è un esempio della corrente più astratta dell'aeropittura futurista.